# Rathaus (Kitzingen)

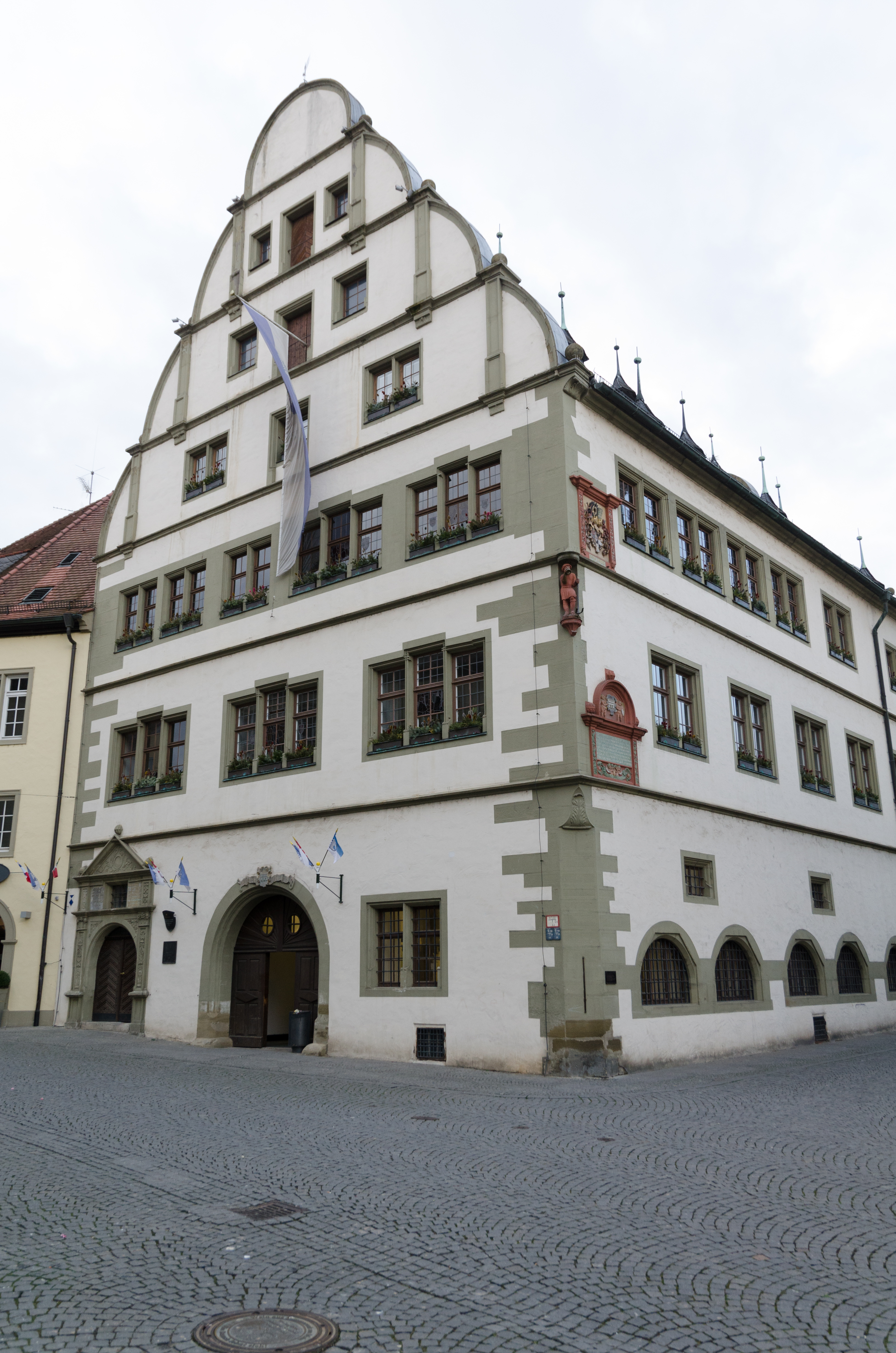
Das Rathaus von Südosten

Das historische Rathaus Kitzingen befindet sich am Marktplatz in der Altstadt von Kitzingen im gleichnamigen Kreis in Bayern. Es ist als geschütztes Baudenkmal eingetragen.
Das Rathaus wurde von 1561 bis 1563 von Meister Eckhart von Schaffhausen im Renaissance-Stil erbaut und zählt zu den bedeutendsten Baudenkmälern aus dieser Epoche in Unterfranken. Das dreistöckige Gebäude, das mit seiner Giebelfront und dem steilen, schiefergedeckten Satteldach den Kitzinger Marktplatz beherrscht, dient noch heute dem Zweck, zu dem es erbaut wurde.

## Geschichte
Aufgrund der Zugehörigkeit der Stadtsiedlung Kitzingen zum Benediktinerinnenkloster war es den Kitzinger Bürgern im Mittelalter lange Zeit nicht gestattet, ein eigenes Rathaus zu errichten. Die Anfänge des heutigen Gebäudes lagen in einem Kauf- und Handelshaus am Marktplatz, das rein kommerziellen und noch keinen administrativen Zwecken diente. Über seine Baugestalt sind ein paar Dinge bekannt. Es muss sich um ein Fachwerkgebäude mit im Erdgeschoss offener Markthalle gehandelt haben, von der Baugestalt in etwa vergleichbar mit dem noch existierenden Rathaus in Michelstadt im Odenwald.
Erst mit dem Niedergang des Klosters in der Reformationszeit und dem gleichzeitig erstarkenden Bürgertum zu Beginn der frühen Neuzeit wurden die notwendigen Voraussetzungen für den Bau eines Rathauses, in dem der Rat der Stadt tagen konnte, geschaffen.
In der Neujahrsnacht 1984/85 entging das Rathaus nur knapp der Zerstörung, als eine fehlgeleitete Feuerwerksrakete einen Dachstuhlbrand auslöste. Durch das schnelle Eingreifen der Kitzinger Feuerwehren konnte das Feuer jedoch soweit eingedämmt werden, dass kein größerer Schaden an der Inneneinrichtung entstand. Das Dach mit seinen zierlichen Gauben musste allerdings komplett erneuert werden.

## Beschreibung
Das Rathaus hat einen leicht trapezförmigen Grundriss, das heißt, die Schmalseite im Norden ist breiter als die im Süden. Es besitzt drei Geschosse und weist auf beiden Schmalseiten mächtige geschwungene Giebel mit jeweils sechs halben und einem ganzen Rundelement an der Spitze auf. Typisch für die deutsche Renaissance sind die großen Fenster auf allen Seiten, die für ausreichend Lichteinfall sorgen. Auf der Südseite – dem Marktplatz zugewandt – befindet sich eine rundbogige Toreinfahrt mit dem Kitzinger Stadtwappen im Schlussstein sowie der Jahreszahl des Baubeginns 1561. Auf der linken Seite liegt das reich verzierte Hauptportal, hinter dem eine breite Treppe ins erste Obergeschoss führt. Das Portal wird von einem flachen Dreiecksgiebel überfangen und enthält im Gesims folgende Inschrift: „Anno Domini 1561 haben Burgermeister und Rhath alhie dieses Rhathauß von newem bawen lassen – Gott allein die ehr durch Christum. Amen.“
An der Südostseite, auf Höhe des ersten Obergeschosses, gibt eine kunstvoll gestaltete Inschrifttafel auf Lateinisch Aufschluss über den Hintergrund des Neubaus des Rathauses und seine Funktion. Darüber, auf Höhe des zweiten Obergeschosses befindet sich noch das Wappen der Markgrafen von Brandenburg-Ansbach, die zur Zeit der Erbauung des Rathauses die Stadtherren waren. Die rötliche Sandsteinfigur an der Südostecke kurz unterhalb des Gesimses zwischen erstem und zweitem Obergeschoss stellt den sogenannten Kitzinger Häcker dar. Es handelt sich um einen Winzer mit Weinbergshacke, der aus einer Kanne Wein trinkt und damit auf die Bedeutung des Weinbaus für Stadt und Region hinweist. Auf Höhe des Marktplatzes hängt die Kitzinger Elle als Richt- und Längenmaß. Auf der Nordseite des Rathauses an der heutigen Kaiserstraße steht ein Treppenturm mit halbem Kegeldach. Daneben befindet sich an der Fassade das Gegenstück zum Häcker, das sog. Kitzinger Kätherle, eine weibliche Figur mit entblößtem Hinterteil und Weinkanne in der Hand.

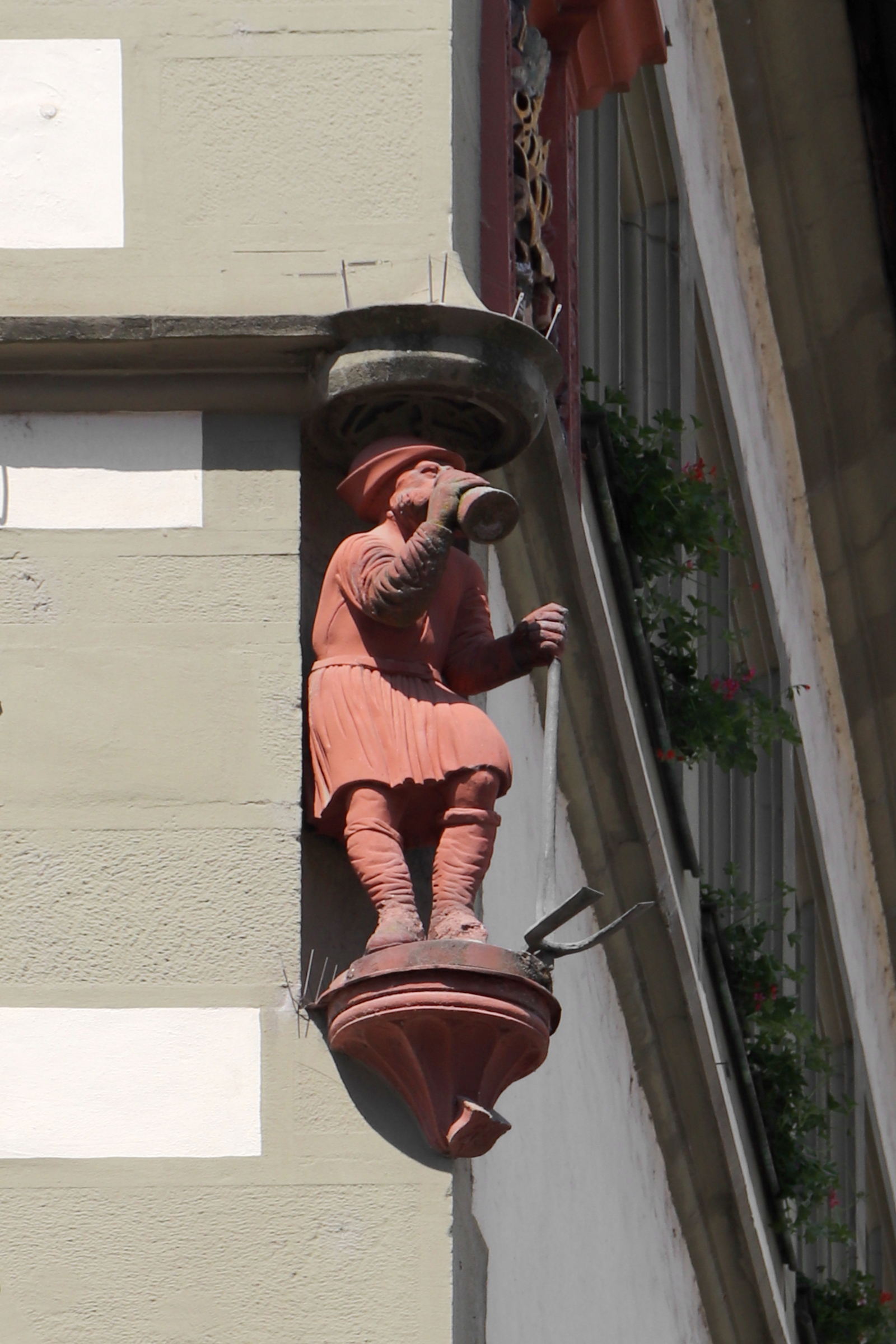
Kitzinger Häcker am Rathaus
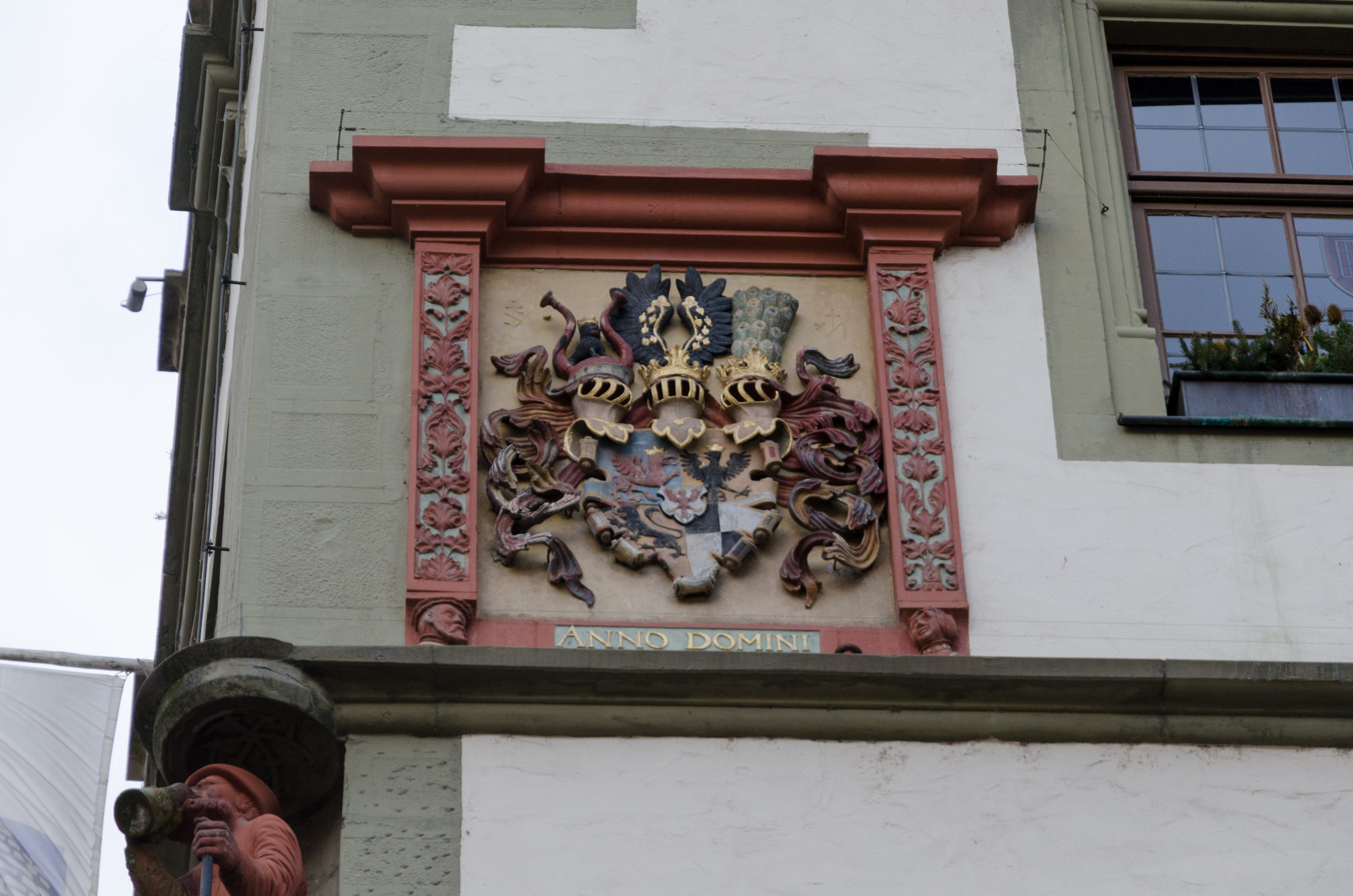
Wappen der Markgrafen von Brandenburg-Ansbach
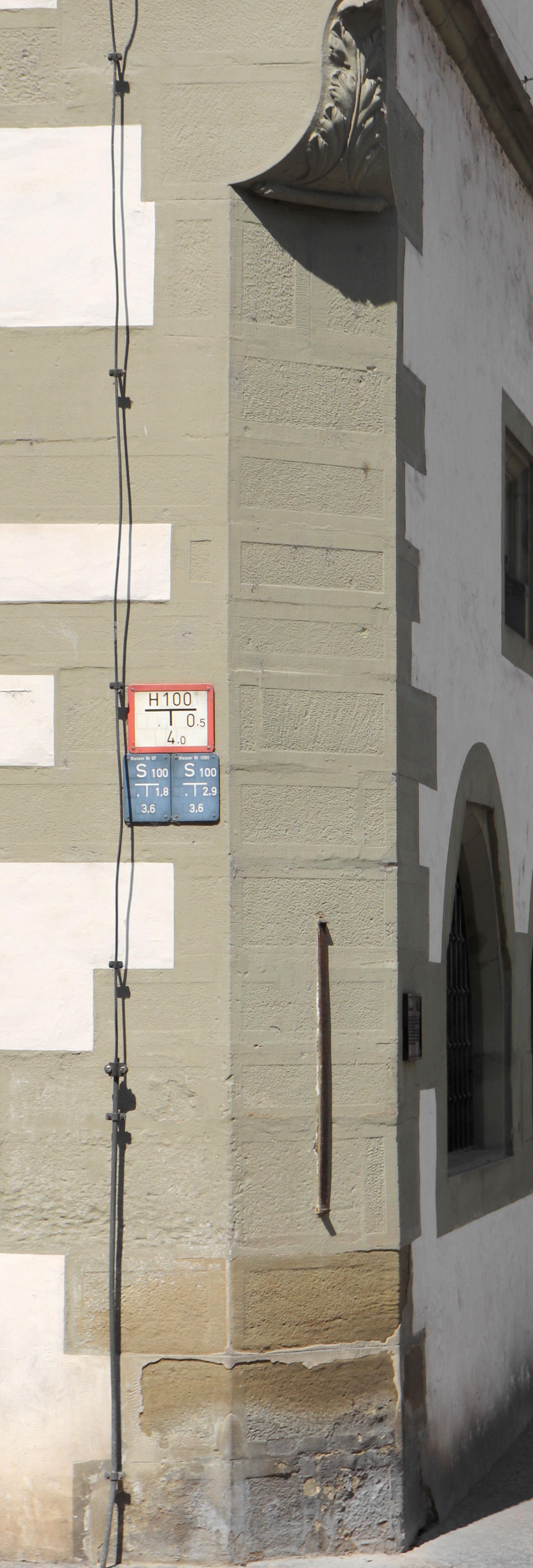
Elle

Hinter der Toreinfahrt erstreckt sich die Rathaushalle mit Kreuzgratgewölben, die auf sechs massiven Achteckpfeilern ruhen. Sie verweist auf die ursprüngliche Bedeutung des Rathauses als Handelshaus.
Ein Kleinod unter den Räumen im Innern des Rathauses ist die im zweiten Obergeschoss befindliche holzgetäfelte Ratsstube mit quadratisch gefelderter Holzdecke und Pilastergliederung an den Wänden. In ihr tagte früher der städtische Magistrat. Betreten werden kann sie durch eine prachtvoll gestaltete, allerdings aus heutiger Sicht etwas niedrige Tür mit seitlichen Säulen. Die Ratsstube dient heute repräsentativen Anlässen und als Standesamt.

## Besonderheiten
Seit 2007 findet jedes Frühjahr in der Kitzinger Rathaushalle die World-Press-Photo-Ausstellung statt. Sie zieht dabei jährlich bis zu 20.000 Besucher nach Kitzingen, was in etwa der Einwohnerzahl der kleinen Stadt entspricht. Gezeigt werden die prämierten Pressefotos des Vorjahres, insgesamt 180 großformatige Bilder aus über 73.000 Einsendungen von 4.500 Fotografen. Die Wanderausstellung macht ansonsten nur in größeren Metropolen wie Amsterdam Station.